# UFC Fight Night: Fiziev vs. Gamrot

UFC Fight Night: Fiziev vs. Gamrot, evento de artes marciales mixtas producido por Ultimate Fighting Championship

UFC Fight Night: Fiziev vs. Gamrot (también conocido como UFC Fight Night 228, UFC on ESPN+ 86 y UFC Vegas 79) fue un evento de artes marciales mixtas producido por Ultimate Fighting Championship que tuvo lugar el 23 de septiembre de 2023 en el UFC Apex en Enterprise, Nevada, parte del área metropolitana de Las Vegas, Estados Unidos.

## Antecedentes
El combate de peso ligero entre Rafael Fiziev y Mateusz Gamrot encabezó el evento.
Se esperaba un combate de peso pesado entre Valter Walker y Jake Collier para este evento. Sin embargo, Walker se retiró debido a una lesión de tobillo. Fue sustituido por Mohammed Usman.
Se esperaba un combate de peso mosca entre Bruno Gustavo da Silva y Cody Durden para este evento. Sin embargo, Durden estaba programado para enfrentarse a Jake Hadley en UFC on ESPN: Sandhagen vs. Font y el combate fue cancelado.
Se esperaba un combate de peso medio entre Aliaskhab Khizriev y Jacob Malkoun para este evento. Sin embargo, Khizriev fue retirado del evento por razones no reveladas. Fue sustituido por Robert Bryczek. Bryczek también se retiró del combate, siendo sustituido por Cody Brundage.

## Resultados
1. ↑  Un codazo ilegal en la nuca hizo que Brundage no pudiera continuar.

## Premios de bonificación
Los siguientes luchadores recibieron bonificaciones de $50000 dólares.
- Pelea de la Noche: Tim Means vs. André Fialho
- Actuación de la Noche: Marina Rodriguez y Charles Jourdain